# 저분자
저분자(低分子, 영어: small molecule)는 분자생물학과 약리학의 분야에서 분자량이 작은 (<1000 달톤) 유기 화합물을 말한다. 저분자는 생물학적 과정에서 조절자로 작용하는 경우가 많으며, 10-9m 정도의 작은 크기를 가지고 있다. 약학 분야에서 저분자는 단백질이나 핵산과 같은 생체고분자에 결합하여 생체 고분자의 기능을 조절하는 분자를 일컫는다. 저분자는 세포 신호 물질로 다양한 생물학적 기능을 가진다. 저분자는 천연유래(이차대사산물)이거나 인공적으로 합성될 수도 있으며, 약리활성이나 유해성을 가질 수 있다.
저분자는 다양한 세포 활동을 조절할 수 있어, 분자 생물학에 있어 작용기전을 밝히는 중요한 도구로 사용되고 있으며, 신약 개발에 선도물질로도 사용되고 있다. 몇몇 저분자는 다양한 기능을 하는 단백질의 기능을 저해하거나 단백질-단백질 상호 작용을 방해하기도 한다.
저분자의 분자량 상한선은 대략 900 달톤가량 되며, 이는 세포막을 투과하여 세포내 작용대상에 쉽게 접근이 가능하도록 하는 분자 크기의 상한선이다. 그러나 900 달톤은 경구 투여를 통한 생체이용율(bioavailability)를 충족시키기에는 너무 크며, 이에 500 달톤이 신약 후보물질 개발을 위한 경계선으로 제시되기도 한다. 핵산, 단백질, 폴리사카라이드와 같은 생체고분자는 저분자가 아니지만 생체고분자를 이루는 각 단위체인 뉴클레오타이드(nucleotide, 핵산의 경우)나 아미노산(단백질의 경우) 등은 저분자이다. 다이뉴클레오타이드나 이당와 같은 저중합체(oligomer)도 저분자로 분류한다.

## 약
인슐린과 같은 몇몇 단백질 구조의 약을 제외하면 대부분의 약은 저분자이다. 대부분의 단백질은 경구 투여시 소화기관에서 분해되며, 세포막을 투과하지 못한다. 반면에 저분자는 소화기관이나 세포막에서 잘 흡수된다. 이와 같은 특성 때문에 저분자는 다른 거대 분자기반 약물에 비하여 경구 투여가 가능한 이점이 있다.. 거대 분자기반 약물의 경우 약물 전달을 위하여 주사하거나 추가적인 전달 기작이 필요하다.

## 이차대사산물
균, 진균, 식물 등 많은 생물들은 세포사이의 신호 전달이나 염색, 화학방어를 위한 목적으로 이차대사산물 또는 천연물로 불리는 저분자 물질을 생산한다. 이차대사산물은 다양한 생리활성물질의 보고이며, 신약개발에 있어 중요한 원천물질의 공급원이다.

## 같이 보기
- 이차대사산물
- 천연물